# Siege Dome
Siege Dome är en bergstopp i Antarktis. Den ligger i Östantarktis. Nya Zeeland gör anspråk på området. Toppen på Siege Dome är 2 100 meter över havet.
Terrängen runt Siege Dome är kuperad åt sydost, men åt nordväst är den bergig. Trakten är obefolkad. Det finns inga samhällen i närheten.